# 罗斯玛·曼梳
拿汀斯里罗斯玛（Datin Paduka Seri Rosmah Mansor，1951年12月10日—），马来西亚第六任首相纳吉·阿都拉萨的夫人。她也是马来西亚首名因涉及刑事案件被判罪名成立的前首相夫人。
2021年2月18日，高庭宣判，罗斯玛在砂拉越369间乡村学校太阳能计划贪污案中表罪成立，需出庭自辩。2022年9月1日，高庭法官基于辩方无法挑起合理疑点，裁定罗斯玛三项贪污指控罪名成立，入狱10年和罚款9亿7000万令吉，若无法偿还罚款则再加判额外30年监禁。她于隔日针对裁决提出上诉。

## 生平
罗斯玛出生在森美兰州的瓜拉庇劳，在森美兰州首府芙蓉长大。1987年，罗斯玛與纳吉·阿都拉萨結婚，当时的纳吉是巫统副青年团主席和文化、青年和体育部长。同年期，纳吉与他的前妻东姑再娜公主（Tengku Puteri Zainah Tengku Eskandar）离婚。罗斯玛成為纳吉的第二任妻子。
2018年5月12日，罗斯玛及纳吉被马来西亚移民局列入禁止出国的黑名单。截至2019年4月11日，罗斯玛一共面对20项指控，涉案金额超过1309万令吉。

## 争议与丑闻

### 评论日本311大地震
2011年3月，网络上流传一个寰宇电视Awani频道访问罗斯玛的视频。罗斯玛在视频中表示，日本311大地震教训其他国家，在发展时必须考虑生态环境、天气变化与绿色科技：
|          | 对我而言，这是其他国家的教训。它们不管要做什么或欲发展什么，都应该先行考虑生态环境，并把之与气候变迁和绿色科技联系。 |
| ——罗斯玛 | |

此视频迅速成为网民的笑柄。人民公正党妇女组主席祖莱达在国会走廊召开记者会时促请罗斯玛向日本与马来西亚政府和人民道歉：“罗斯玛毫不敏感，应该向日本政府及人民道歉。与此同时，她已让马来西亚蒙羞，应该向大马人民道歉。”
回教党党报《哈拉卡》英文版也报道，罗斯玛的视频在网络上炽热流传，并成为网民的笑柄。该报引述一些面子书及推特网民的留言，比如“马来西亚第一夫人，天气变化如何导致地震和海啸？绿色科技又怎能避免天灾？”

### 2400万钻石戒指免税案
2011年7月13日，由人民公正党前最高理事巴鲁希山领导的非政府组织马来西亚青年团结阵线（SAMM）向槟州反贪会办公室报案，要求调查罗斯玛购买的钻石戒指被指免税的案件。巴鲁希山在报案之前表示，他将提呈一封关税局资料系统印出来的文件，以证明罗斯玛无须缴付进口税。他表示，根据他们4月16日接获的资讯，有关天然钻石戒指是通过吉隆坡国际机场带进大马。他也声称，有关钻石戒指价值2445万8400令吉。
2011年10月4日，首相署部长纳兹里在国会通过书面方回复民主行动党泗岩沫国会议员林立迎的提问时表示，大马关税局已证实该钻戒交易并没有进行。

### “血拼第一夫人”
2012年1月21日，《悉尼晨锋报》副刊“悉尼私密”（Private Sydney）专栏作者安德鲁霍尼（Andrew Horney）指出，罗斯玛约在两周之前到澳大利亚悉尼进行私人度假。过程中，她到时装设计师卡尔卡普（Carl Kapp）的店里，一口气购买了约10万澳元（约32万令吉）的服饰，成为“最大的客户”。安德鲁霍尼因此认为，有马来西亚第一夫人称号的罗斯玛，在卡尔卡普眼中，应该是“血拼第一夫人”。尽管罗斯玛于隔日驳斥该报道，不过，安德鲁霍尼坚称自己的爆料源头可靠，因此报道真实无误，他在其推特表示，本身坚持自己写下的每一个字。

### 世皇贸易SAL公司珠宝案
2018年6月26日，黎巴嫩著名珠宝商世皇贸易SAL公司入禀高庭，向罗斯玛追讨总值1479万美元（约6000万令吉）的44件珠宝。世皇在诉状指出，罗斯玛是该公司的长期客户，该公司会按照罗丝玛的要求，向她寄售特定珠宝；而她会评估和挑选有关珠宝，付款购买心仪的珠宝，或由第三方代付，至于没有看上的珠宝则会退还该公司。罗斯玛有时会向该公司借用珠宝后再归还她一般会亲自接收这些珠宝，或由其吉隆坡、杜拜或新加坡的代理接收。世皇指出，该公司于该年2月10日通过两名代理把上述44件珠宝首饰交给罗斯玛，并由罗丝玛签收。诉状指罗斯玛在5月22日才正式签下接收珠宝首饰的信件，并指这些珠宝已遭警方充公。
世皇要求高庭宣判该公司才是这些珠宝首饰的合法持有人，因为珠宝的持有权尚未转移给罗斯玛，并要求高庭谕令罗斯玛提供遭充公珠宝的列表，并将这批珠宝全数归还给世皇，否则罗斯玛就必须赔偿。
2018年7月23日，罗斯玛提呈答辩书，指世皇寄来的44件珠宝是供她鉴赏，她并没有购入任何珠宝，而且根据他们之间的协议，罗丝玛没有义务必须购买该批珠宝。

### 太阳能计划案
2018年11月15日，罗斯玛因砂拉越学校太阳能计划弊案而被控两项罪状，两项控状指她涉嫌从相关合约索取1亿8750万令吉贿款及收贿150万令吉。
2019年3月15日，案件由地庭移交马来西亚高庭审理。
2019年4月10日，罗斯玛因砂拉越学校太阳能计划弊案被控，控状指她涉嫌2016年12月20日在吉隆坡大使路花园住家向日拔（Jepak）控股董事经理赛迪亚邦索取500万令吉贿金，并让该公司能绕过招标程序而直接与教育部谈判总值12.5亿令吉的砂拉越369所乡区学校太阳能板工程，但她并不认罪。一旦罪名成立，她将面对不超过20年的监禁、赂金五倍或1万令吉的罚款，视何者为高。
2021年2月18日，高庭宣判，罗斯玛在砂拉越369间乡村学校太阳能计划贪污案中表罪成立，需出庭自辩。
2022年9月1日，高庭宣判罗斯玛在该案件中的三项贪污控状罪名成立，判刑入狱十年，罚款9亿7000万令吉。罗斯玛如果无法偿还罚款，则再加判额外的30年监禁。在上诉期间，罗斯玛获准暫緩執行所有刑罰，并以200万令吉和两名担保人保外候审。

### 被揭注重个人形象
2020年9月9日，罗斯玛的前特别助理理查（Rizal Mansor）在庭上供证时揭露，罗斯玛非常注重个人形象，每月会耗费10万令吉成立网络军团，来反击网络上关于她的负面新闻及消息。他表示，在2012年，他在罗斯玛的指示下成立了网络军团，罗斯玛每月也会自费10万令吉作为管理经费。他也说，该网络军团必须反击及向民众解释有关罗斯玛的诽谤及指控。

## 封衔
- 雪蘭莪
  -  雪兰莪王冠斯里勋章 (SPMS) – 拿汀巴杜卡斯里 (2005)(2019年因其涉及的案件被冻结至審結為止[35]，2022年正式褫夺)[36]